# Migliore di Pisa
Migliore di Pisa, noto anche come Melior le maistre (Pisa ?, secondo quarto del XII secolo – Francia ?, 1197 o 1198) è stato un cardinale italiano della Chiesa cattolica, nominato da papa Lucio III, nel 1185.

## Biografia
Comunemente lo si ritiene di origine pisana, sebbene altri autori lo definiscano gallus .
Nei documenti è qualificato con il titolo di magister, che allude probabilmente ai suoi studi in diritto canonico. Era monaco della congregazione di Vallombrosa. Negli anni 1170 era arcidiacono di Laon.
Il 6 marzo del 1185 fu creato da papa Lucio III cardinale del titolo dei Santi Giovanni e Paolo. Fu camerlengo dal 1184 al 1191. Dal 1193 al 1197 fu inviato in Francia da papa Celestino III come legato a latere.
In tutto il periodo dal 1185 al 1197 Migliore compare tra i sottoscrittori di bolle pontificie, soprattutto di quelle che riguardano cessioni di beni a favore di abbazie dell'Italia centro-settentrionale. In Francia invece seguì il conflitto anglo-francese, cui cercò di porre fine per concentrare gli sforzi bellici dei due regni nella Terza crociata. Fu però soprattutto impegnato nella mediazione dei contrasti che erano seguiti al ripudio da parte di Filippo Augusto di Francia della seconda moglie Ingeburge di Danimarca, appena sposata. Filippo sollevò un caso di consanguineità e il matrimonio fu sciolto dall'arcivescovo di Reims durante un concilio appositamente convocato a Compiègne nel 1193. Mentre Ingeburge entrava in un monastero di Soissons, suo fratello si appellò a papa Celestino III, perché rivedesse lo scioglimento. Nel 1196 fu convocato a Parigi un nuovo concilio, che però fu disertato dal clero francese, suscitando l'indignazione del papa, che vietò a Filippo di risposarsi. Nello stesso 1196 Filippo prenderà invece in moglie Agnese di Merania.
Migliore fu anche chiamato a giudicare se la diocesi di Dol dovesse essere suffraganea dell'arcidiocesi di Tours, ma non prese una posizione ben definita e la controversia fu risolta solo successivamente.
La morte di Migliore, avvenuta probabilmente in Francia, è da collocarsi in una data sconosciuta fra il luglio del 1197 e il 17 maggio 1198.
Partecipò al conclave del 1185 e a quelli dell'ottobre 1187, del dicembre 1187 e del 1191.